# Gouvernement Espot Zamora II
Principauté d'Andorre
Espot Zamora I 
Le gouvernement Espot Zamora II est le gouvernement de la principauté d'Andorre depuis le 17 mai 2023, sous la IXe législature du Conseil générale. 
Formé à la suite des élections législatives de 2023 par une coalition des Démocrates pour Andorre et des Citoyens engagés, il est dirigé par Xavier Espot Zamora et succède au gouvernement Espot Zamora I.

## Formation
Le parti Démocrates pour Andorre et ses alliés — Citoyens engagés et Action pour Andorre — arrive en tête des élections législatives de 2023 en remportant la majorité absolue des sièges au Conseil général, permettant ainsi au chef du gouvernement sortant, Xavier Espot Zamora, de se maintenir,,. 
Xavier Espot Zamora est réélu le 10 mai 2023 par les conseillers généraux et prête serment le 15 mai à la Casa de la Vall,. Il nomme ses onze ministres le 16 mai qui prêtent serment le lendemain,.

### Détail du vote d'investiture du chef du gouvernement
| Candidats                | Candidats                | Partis                   | Voix | %     |
| ------------------------ | ------------------------ | ------------------------ | ---- | ----- |
|                          | Xavier Espot Zamora      | DA                       | 17   | 77,27 |
|                          | Cerni Escalé             | Concorde                 | 5    | 22,73 |
|                          |                          |                          |      |       |
| Votes valides            | Votes valides            | Votes valides            | 22   | 100   |
| Votes blancs et nuls     | Votes blancs et nuls     | Votes blancs et nuls     | 0    | 0     |
| Total                    | Total                    | Total                    | 22   | 100   |
| Abstention               | Abstention               | Abstention               | 6    | 21,43 |
| Inscrits / participation | Inscrits / participation | Inscrits / participation | 28   | 78,57 |

## Composition
Le gouvernement formé — à l'exception du chef du gouvernement — est composé de dix ministres membres des Démocrates pour Andorre et d'un ministre membre des Citoyens engagés. Comme lors de son gouvernement précédent, Xavier Espot Zamora maintient la parité homme-femme au sein de l'exécutif.
La composition des membres du gouvernement, telle que publiée au Bulletin officiel de la principauté d'Andorre, le 16 mai 2023: 

### Chef du gouvernement
| Fonction             | Titulaire | Titulaire           | Parti | Parti |
| -------------------- | --------- | ------------------- | ----- | ----- |
| Chef du gouvernement |           | Xavier Espot Zamora |       | DA    |

### Ministres
| Fonction                                                                                      | Titulaire               | Parti | Parti |
| --------------------------------------------------------------------------------------------- | ----------------------- | ----- | ----- |
| Ministre de la Présidence, de l'Économie, du Travail et du Logement                           | Conxita Marsol Riart    |       | DA    |
| Ministre des Relations Institutionnelles, de l'Éducation et des Universités                   | Ladislau Baró Solà      |       | DA    |
| Ministre du Tourisme et du Commerce                                                           | Jordi Torres Falcó      |       | DA    |
| Ministre des Finances                                                                         | Ramon Lladós Bernaus    |       | DA    |
| Ministre des Affaires étrangères                                                              | Imma Tor Faus           |       | DA    |
| Ministre de la Justice et de l'Intérieur                                                      | Ester Molné Soldevila   |       | DA    |
| Ministre du Territoire et de l'Urbanisme                                                      | Raul Ferré Bonet        |       | CC    |
| Ministre des Affaires sociales et des Administrations publiques                               | Trinitat Marín González |       | DA    |
| Ministre de la Santé                                                                          | Helena Mas Santuré      |       | DA    |
| Porte-parole du Gouvernement et ministre de l'Environnement, de l'Agriculture et de l'Élevage | Guillem Casal Font      |       | DA    |
| Ministre de la Culture, de la Jeunesse et des Sports                                          | Mònica Bonell Tuset     |       | DA    |